# Tregurnow
Tregurnow – wieś w Anglii, w Kornwalii. Leży 7 km na południowy zachód od miasta Penzance i 416 km na południowy zachód od Londynu.